# Ями (Сватівський район)
Я́ми — село в Україні, у Троїцькій селищній громаді Сватівського району Луганської області. Населення становить 302 особи. До 2017 року орган місцевого самоврядування — Яменська сільська рада.
Село постраждало внаслідок геноциду українського народу, вчиненого урядом СРСР у 1932—1933 роках, кількість встановлених жертв — 383 людей.

## Населення

### Мова
Розподіл населення за рідною мовою за даними перепису 2001 року:
| Мова       | Кількість | Відсоток |
| ---------- | --------- | -------- |
| російська  | 264       | 87.42%   |
| українська | 38        | 12.58%   |
| Усього     | 302       | 100%     |